# Nathan Mahl
Nathan Mahl was een Canadese muziekgroep rondom Guy LeBlanc. De band uit Quebec zou in Europa waarschijnlijk onbekend zijn gebleven als LeBlanc niet had meegespeeld met Camel. Hij speelde mee op het album A nod and a wink van Camel en ging ook mee op tournee, waar hij bij de fans niet meer stuk kon vanwege zijn enthousiaste toetsensolo tijdens Lady fantasy. De band maakte muziek vanaf circa 1981 tot 2015 toen LeBlanc overleed. De band had de lijden onder de vele persoonswisselingen en van de “grote stilte” na 2002. Guy LeBlancs vrouw had ernstige gezondheidsproblemen, een aantal jaren kreeg de toetsenist zelf gezondheidsproblemen.

## Geschiedenis

### Begin (1981 - 1984)
Nathan Mahl werd opgericht in 1981, waarbij de volgende musici betrokken zijn. LeBlanc, Don Prince en Mark Spénard. Thuisbases waren Quebec en Ottawa. Zij speelde al samen in Delerium. Dan Lacasse completeerde het viertal en de band begon vanaf 1982 muziekalbums op te nemen. Het eerste album Parallel eccentricities verscheen begin 1983. Na een aantal goed gerecenseerde optredens binnen hun woongebied verliet Lacasse de band alweer en werd vervangen door Wayne Palmer. Maar op 27 februari 1984 trok LeBlanc er voor de eerste keer de stekker eruit. De band viel uiteen. 

### 1986-1997
Het bleef stil rond de band; er werden in 1986 door het oorspronkelijke trio wel nieuwe songs opgenomen, doch uitgave daarvan vond niet plaats. In 1989 vond nog een kleine reünie plaats met een tweede toetsenist Garth Boyd, er volgden vijf nieuwe songs, die ook op de plank kwamen te liggen. Eind 1989 viel het doek opnieuw.
In 1990 waagde LeBlanc een nieuwe poging met een nieuwe samenstelling; Alain Paluck als slagwerker en Claude Prince op basgitaar. Opnieuw kwam het niet tot opnamen. Ook daarna bleef het een komen en gaan van musici, waarvan Alain Bergeron de belangrijkste bleek. In 1997 volgde dan de heruitgave van hun eerste album op een privé-platenlabel.

### Doorbraak (1998 - 1999)
In 1998 trad Don Prince weer toe tot de band en verliet haar meteen weer en kwam Clause Prince weer. Samen met José Bergegon werd het tweede muziekalbum The clever use Of shadows opgenomen, maar de opnamen duurden met 8 maanden wel erg lang. LeBlanc is perfectionist en hield de boel tegen en op. In januari 1999 volgde dan eindelijk de uitgave, opnieuw op het privélabel Mahl Productions. Er zijn dan alweer beren op de weg; er ontstonden meningsverschillen tussen de muziekproducenten en de plaat werd in 2001 uit de handel genomen. 
Ze hebben echter naam gemaakt en mochten optreden tijdens NEARfest een festival voor progressieve rock in de Verenigde Staten en later in Ottawa. Een registratie van het optreden op NEARFest werd in 2003 uitgegeven.

### Heretik (2000 - 2002)
De band raakte bekender toen Andy Latimer van Camel LeBlanc vroeg mee te gaan op tournee. Ook verscheen een soloalbum van Leblanc. De band zelf begon aan wat een trilogie zou worden; de Heretik-albums. Het liep opnieuw uit op persoonswisselingen. Ze werden zo bekend dat Michael McCormack een boek schreef over de opnamen van deel 2 van de serie. Na uitgave van Heretik 3 viel de band weer uiteen. 

### Stilte (2003 - 2006)
In 2003 werd de stilte doorbroken doordat Shadows unbound werd opgenomen. LeBlanc had toestemming gevraagd en gekregen van de andere leden van de band om The clever use opnieuw op te nemen en nieuwe toe te voegen. Alweer met nieuwe leden, in dit geval onder andere J.P. Ranger als zanger, die ook al in 1983 een korte tijd lid was van de band. Leblancs partner werd getroffen door een hartinfarct en LeBlanc moest de afscheidstournee van Camel aan zich voorbij laten gaan Er volgde wel een nieuw soloalbum. De band werd ingeschakeld voor een aantal gelegenheidsalbums waaronder The odyssey. Opnieuw moest er met musici geschoven worden; LeBlanc moest zelf de baspartij inspelen; Prince had andere verplichtingen. Het werd een 25 minuten lange track.
In 2005 ging de band weer met frisse moed van start, maar wederom in een andere samenstelling (LeBlanc, Lacasse, Spénard, Dagenais en Alain Bergeron). Er volgde concerten in onder meer Lowell (Massachusetts) en Rochester (New York) in september. Daarna vertrok Bergeron weer. In 2006 volgde weer optreden waaronder in Ottawa , waarbij een Dvd uitkwam: Live and unbound. En het was weer raak, muzikale meningsverschillen liepen weer op en de band viel opnieuw uiteen.

### Exodus (2007 - 2009)
In 2007 zorgde een aantal optredens, waaronder in Montreal er voor, dat de band weer bij elkaar kwam. En ja, opnieuw een andere samenstelling: LeBlanc, Dagenais, Alain Bergeron en nieuwkomer Tristan Vaillancourt. Dagenais en Vaillancourt speelden samen in Widow’s Walk. Ze gingen de studio in om Exodus op te nemen, tegelijkertijd kreeg de band een platencontract bij Unicorn Records. Uitgave van het album volgde in 2009. Tristan moest de band weer verlaten David Campbell kwam de gelederen versterken. In 2008 werd ook weer een stuk opgenomen voor een nieuw gelegenheidsalbum, ditmaal Dantes Inferno, uitgegeven door Musea Records.

## Discografie

### Nathan Mahl
- 1982: Parallel eccentricities (opnieuw uitgegeven 1997)
- 1998: The clever use of shadows
- 1999: Live at NEARfest
- 2000: Heretik, volume 1; Body of accusation
- 2001: Heretik, volume 2: The trial
- 2002: Heretik, volume 3: The sentence
- 2003: Shadows unbound (drie tracks van The clever use opnieuw opgenomen aangevuld met nieuwe tracks)
- 2009: Exodus
- 2014: Justify

### Guy LeBlanc
- 1999: Subversia
- 2004: All the rage